# René Hamel (cyclisme)
Pour les articles homonymes, voir Hamel.
Cet article concerne un cycliste français. Pour l'homme politique canadien, voir René Hamel.
René Hamel est un coureur cycliste français, né le 14 octobre 1902 à Orcha (Empire russe) et mort le 7 novembre 1992 à Gouvieux.
Pendant la Seconde Guerre Mondiale, il est résistant au sein des Forces Françaises Combattantes. Il participe à la mission Lenneart.

## Palmarès
- 1922
  - Paris-Dieppe
- 1923
  - 2e de Paris-Dieppe
- 1924
  -  Champion olympique de la course par équipes (avec Armand Blanchonnet et Georges Wambst)
  -  Champion de France sur route amateurs
  -  Médaillé de bronze de la course sur route individuelle des Jeux olympiques
- 1927
  - 7e de Paris-Roubaix